# فوزي محسون
فوزي محسون مطرب وملحن سعودي ولد في جدة سنة 1925. وبدأ مشواره الفني بالغناء عام 1950م عبر الاسطوانات التي كانت تسمى في تلك الفترة (البيكاب)، ثم جاءت مشاركته الأولى على المسرح عام 1960م. وغنى من ألحانه العديد من الفنانين أبرزهم: محمد عبده، وطلال مداح، وابتسام لطفي. وتوفي عام 1988م.

## أبرز أعماله
| الأغنية                     | كلمات             | ملاحظات            |
| --------------------------- | ----------------- | ------------------ |
| عتبي عليك كله عشم           | صالح جلال         |                    |
| وسبحانه وقدروا عليك         | صالح جلال         |                    |
| متعدي وعابر سبيل            | صالح جلال         |                    |
| قديمك نديمك                 | (الأمير: المنتظر) |                    |
| حاول كده وجرب               | ثريا قابل         |                    |
| تبغى الصراحة                | يوسف رجب          |                    |
| اسرار                       | يحيى كتوعة        |                    |
| يالي أنت بكرة مسافر         | صالح جلال         |                    |
| روح أحمد الله               | صالح جلال         |                    |
| مس ورد الخد                 | دان حجازي         |                    |
| مهما عني تغيب               | ثريا قابل         |                    |
| ماعشقت غيرك                 | ثريا قابل         |                    |
| يا نايم الليل الطويل        | صالح جلال         |                    |
| حيارى                       | صلاح جلال         |                    |
| نور الصباح                  | لطفي زيني         |                    |
| يا حبيبي يا حياتي ويا عيوني | ثريا قابل         | دويتو مع طلال مداح |
| مين فينا يا هل ترى          | يوسف رجب          | ألحان سراج عمر.    |

## ألحانه لغيره من المطربين
- يالي جمالك - لطلال مداح - كلمات صالح جلال.
- لاتصدق أو تامل - لطلال مداح -كلمات المنتصر.
- عهد الهوى- لطلال مداح - كلمات - ثريا قابل.
- الهوى لو تمنى- لطلال مداح- كلمات بدر بن عبد المحسن.
- من بعد مزح ولعب - لطلال مداح - كلمات ثريا قابل.
- كلام البارحة تغير - لطلال مداح - كلمات صالح جلال.
- روح وفكر - لطلال مداح - كلمات صالح جلال.
- مين فتن بيني وبينك - لطلال مداح - كلمات صالح جلال.
- ياماشي الليل فين رايح - لطلال مداح كلمات صالح جلال.
- بعد ايه ترسل كتاب - لطلال مداح كلمات لطفي زيني.
- لسى برضه - لطلال مداح - كلمات نايف الغامدي المشهور بنايف حجازي.
- ياحبيبي ياحياتي وياعيوني -دويتو طلال مداح مع فوزي محسون - كلمات ثريا قابل.
- عيني يا ولهانة - لطلال مداح -كلمات بدر بن عبد المحسن.
- عشقته ولا لي - لطلال مداح -كلمات تراثية.
- زفوا العروسة - لمحمد عبده.
- لا وربي - لمحمد عبده - كلمات ثريا قابل.
- ياطير ماذا الصياح - لابتسام لطفي - كلمات تراثية.
- جاني الاسمر لعلي عبد الكريم، وأيضاً غناء عتاب - كلمات ثريا قابل.
- بشروني عنك -لعتاب -كلمات خالد الفيصل.
- ياحياتي أنت عندي كل شيء-غناء طلال مداح.
- أغنية عهد الهوى غناها ثم طلب اللحن زميله طلال مداح فأعطاه اللحن.
- أغنية الهوى لو تمنى سجلها في أسطوانه ثم غناها طلال بعده.
- أغنية من بعد مزح ولعب سجلها ثم غناها طلال بعده
- أغنية كلام البارحة تغير غناها ثم طلب اللحن زميله طلال مداح فأعطاه اللحن.
- أغنية مين فتن بيني وبينك، سجلها في أسطوانة ثم طلب اللحن زميله طلال مداح فأعطاه اللحن.
- يا ماشي الليل فين رايح، غناها ثم غناها طلال بعده ثم عبادي الجوهر، وهي ليست من ألحانه بل فلكلور شعبي طوره فقط.
- أغنية عيني يا ولهانه وأغنية يا حبيبي طلب الراحل طلال مداح اللحن فسمح له بغنائها.
- أغنية عشقته هي من ألحانه وكلمات الشاعرة ثريا قابل وليست فلكلور، غناها وسجلها أسطوانه رسمية ثم غناها طلال بعد ه وأنغام.
- زفو العروسة واسمها (ويلو يا أم العروسة) من ألحانه وأشتهر بغنائها، وغناها بعده محمد عبده وغير في لحنها الأصلي.
- أغنية ياطير ماذا الصيح غنتها ابتسام لطفي ولم تلقي رواجا فأعاد غناها وتسجيلها.
- أغنية جاني الأسمر، غناها ولحنها ثم طلبها على عبد الكريم فأعطاها له أما عتاب فغنتها دون إذن ولم يعارضها ولكن لم تعجبه طريقتها أبدا وصرح في الصحف برأيه فيها.
- أغنية بشروني لحنها وسجلها وأخذتها عتاب كذلك بدون إذن وغنتها.[4]

## شهادات للتاريخ
- قال سراج عمر عنه: كان فناناً كبيراً وهو يعتبر سيد الأغنية السعودية وأول من تغنى بألحانه الفنان طلال مداح والذي قدم مشواراً كبيراً جداً وساهمت في بروزه «من بعد ما صار حبك» وقال أنه أحد العلامات البارزة في الأغنية السعودية.
- وقال صالح جلال رفيق دربه: «احبه كل الناس لما يتمتع به من خلق.. وتحلي بالصبر...وأحَس بمسؤلية هوايته..وفنه..لا يغني مجساً..أو موالاً أو كلاماً هابط المستوى إلى آخر ماقال»
- قال عنه جلال أبو زيد أنه لم يكن فناناً عادياً.

## وصلات خارجية
- الراحل فوزي محسون.. سيد درويش الأغنية السعودية
- فوزي محسون.. ظاهرة الأغنية السعودية
- كتاب فوزي محسون متعدي وعابر سبيل اعداد محمد رجب